# Treviolo

Kościół parafialny pw. św. Jerzego

Treviolo – miejscowość i gmina we Włoszech, w regionie Lombardia, w prowincji Bergamo.
Według danych na styczeń 2009 gminę zamieszkiwały 10 173 osoby przy gęstości zaludnienia 1169 os./1 km².

## Miasta partnerskie
- Łęczna, Polska
- Borgo a Mozzano, Włochy